# Étienne Capoue
Étienne René Capoue (n. 11 iulie 1988, Niort, Franța) este un fotbalist francez liber de contract care evoluează pe postul de mijlocaș și ultima sa echipă a fost Villarreal CF. A contat cu apariții pentru echipa națională de fotbal a Franței în anii 2012-2013.
Este fratele mai mic al fostului jucător de la US Boulogne, Aurélien Capoue.

## Palmares
Watford
- Vice-campion FA Cup: 2018–19[4]

Villareal
- UEFA Europa League: 2020–21[5]